# الكسندر ديفيس
الكسندر ديفيس (بالإنجليزية: Alexander Davis)‏ هو محامي وسياسي أمريكي، ولد في 17 يناير 1833 في مقاطعة وايذ في الولايات المتحدة، وتوفي في 25 سبتمبر 1889 في ايندبندنس في الولايات المتحدة. حزبياً، نشط في الحزب الديمقراطي. وقد انتخب عضو مجلس نواب الولايات المتحدة عن ولاية فرجينيا وانتخب عضو مجلس ولاية فرجينيا وانتخب عضو مجلس النواب الأمريكي.